# جرج بک
سر جرج بِک (به انگلیسی: Sir George Back) (۶ نوامبر ۱۷۹۶ – ۲۳ ژوئن ۱۸۷۸) دریابد و سیاح انگلیسی و از کاشفان قطب شمال بود.

## زندگینامه
جرج بک در سال ۱۷۹۶ میلادی در استاکپورت در چشایر انگلستان زاده شد. در۱۸۰۸ و در بحبوحهٔ جنگ‌های ناپلئونی به‌طور داوطلبانه وارد نیروی دریایی شد اما به اسارت فرانسویان درآمد. او تا ۱۸۱۴ که عهدنامهٔ صلح بین کشورهای درگیر امضا شد در زندان بود و در این مدت به افزایش مهارت‌های خود در هنر نقاشی پرداخت. بک پس از آزادی و بازگشت به انگلستان، سر جان فرانکلین را در سفرهای اکتشافیش به قطب شمال در بین سال‌های ۱۸۱۸ تا ۱۸۲۲ و ۱۸۲۵ تا ۱۸۲۷ همراهی نمود و هنگامی که از ۱۸۳۳ تا ۱۸۳۵ در جستجوی سر جان راس (از دیگر کاشفان انگلیسی شمالگان) بود موفق به کشف دریاچه آرتیلری و رودخانهٔ گریت فیش (رودخانهٔ بک امروزی) در شمال کانادا گردید و با دنبال کردن مسیر رودخانه به اقیانوس منجمد شمالی رسید. جورج بک در ادامهٔ سفرهای اکتشافیش در طول ۱۸۳۶ تا ۱۸۳۷ توانست سرانجام خود را به سواحل قطب شمال برساند.
در ۱۸۳۷ به جرج بک به‌خاطر دستاوردهایش لقب «سر» اعطا شد و در ۱۸۵۷ به مقام دریابدی ناوگان سلطنتی انگلستان رسید. دریابد سر جورج بک در ۲۳ ژوئن ۱۸۷۸ درگذشت.

## نگارخانه

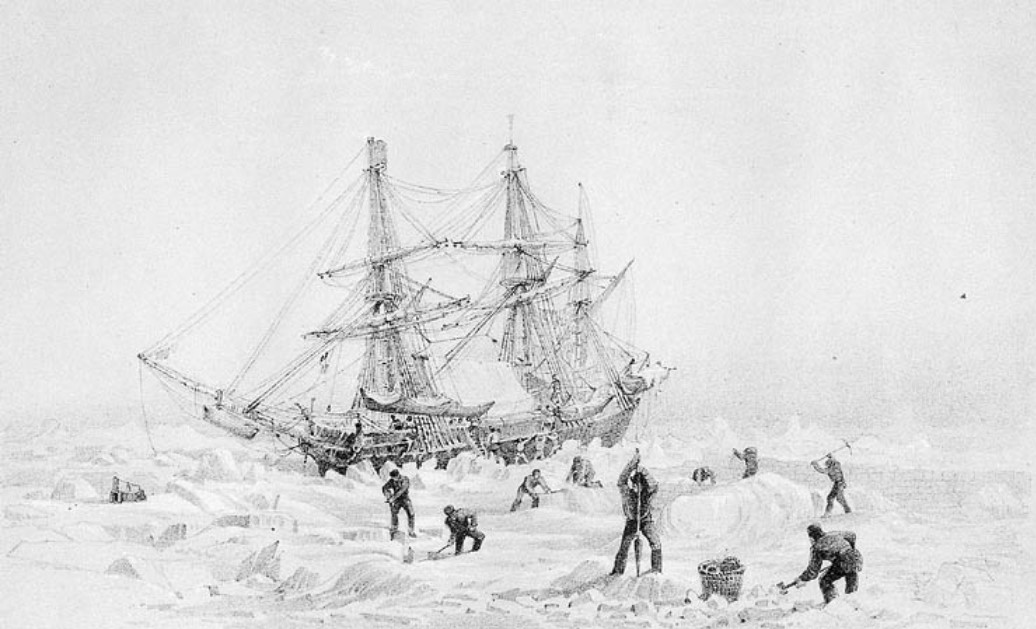
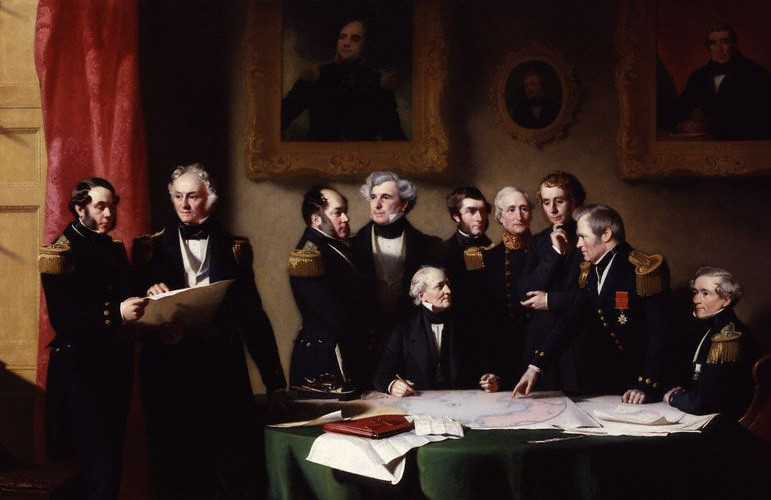
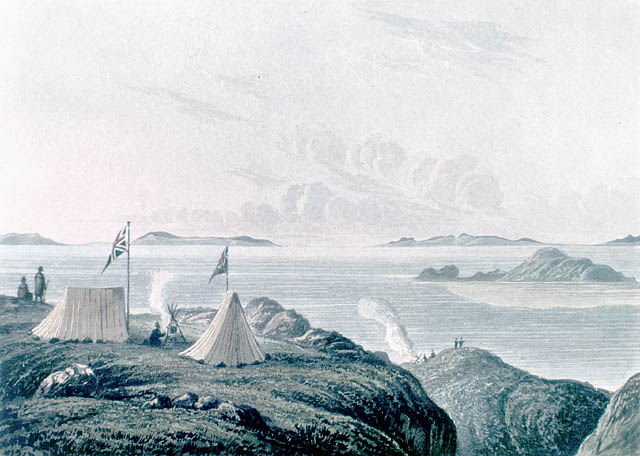
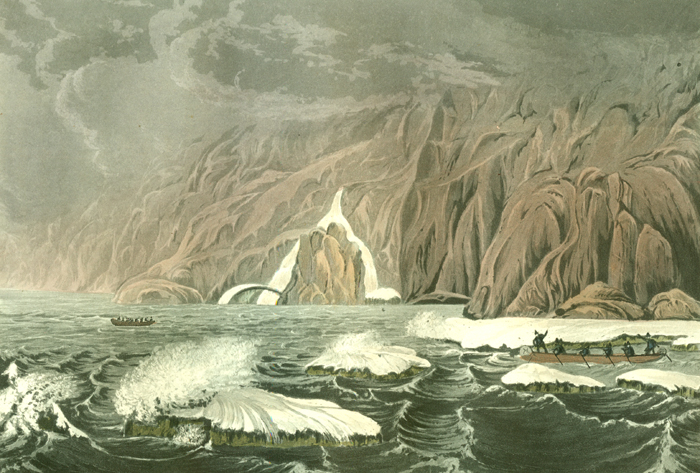
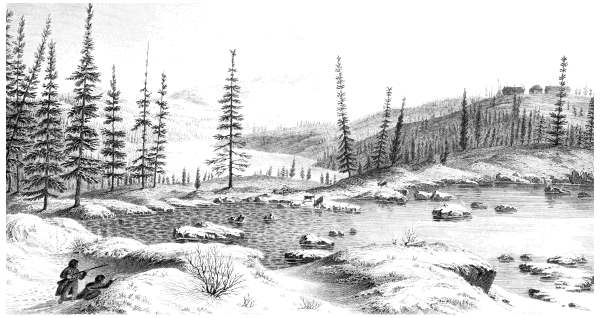
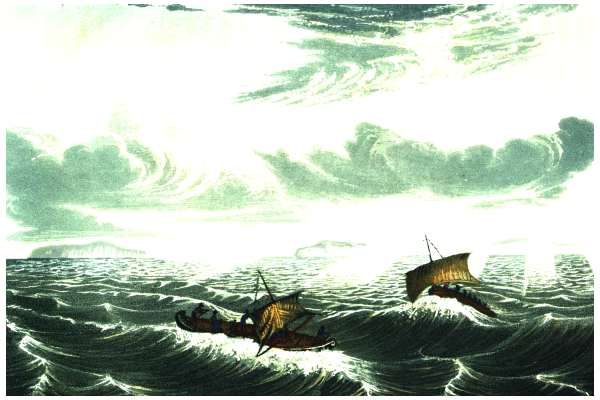
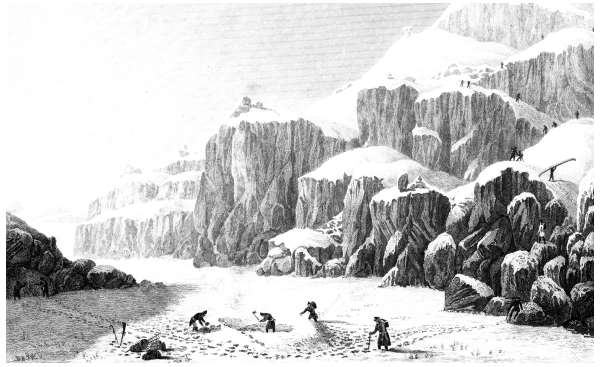
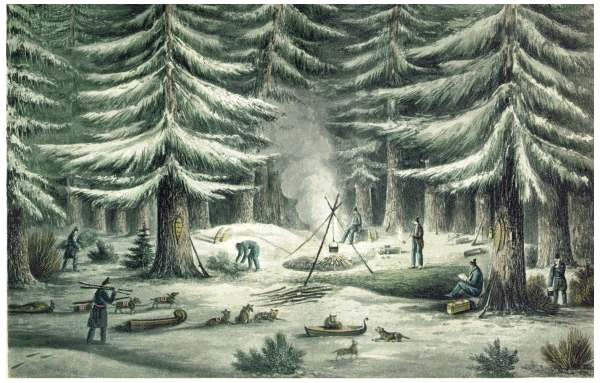